# زبان آکلانی
زبان آکلانی یکی از زبانهای ویسایائی که در آلکان در جزیره پانای واقع در کشور فیلیپین گویشورانی دارد. 